# Luis Elizondo

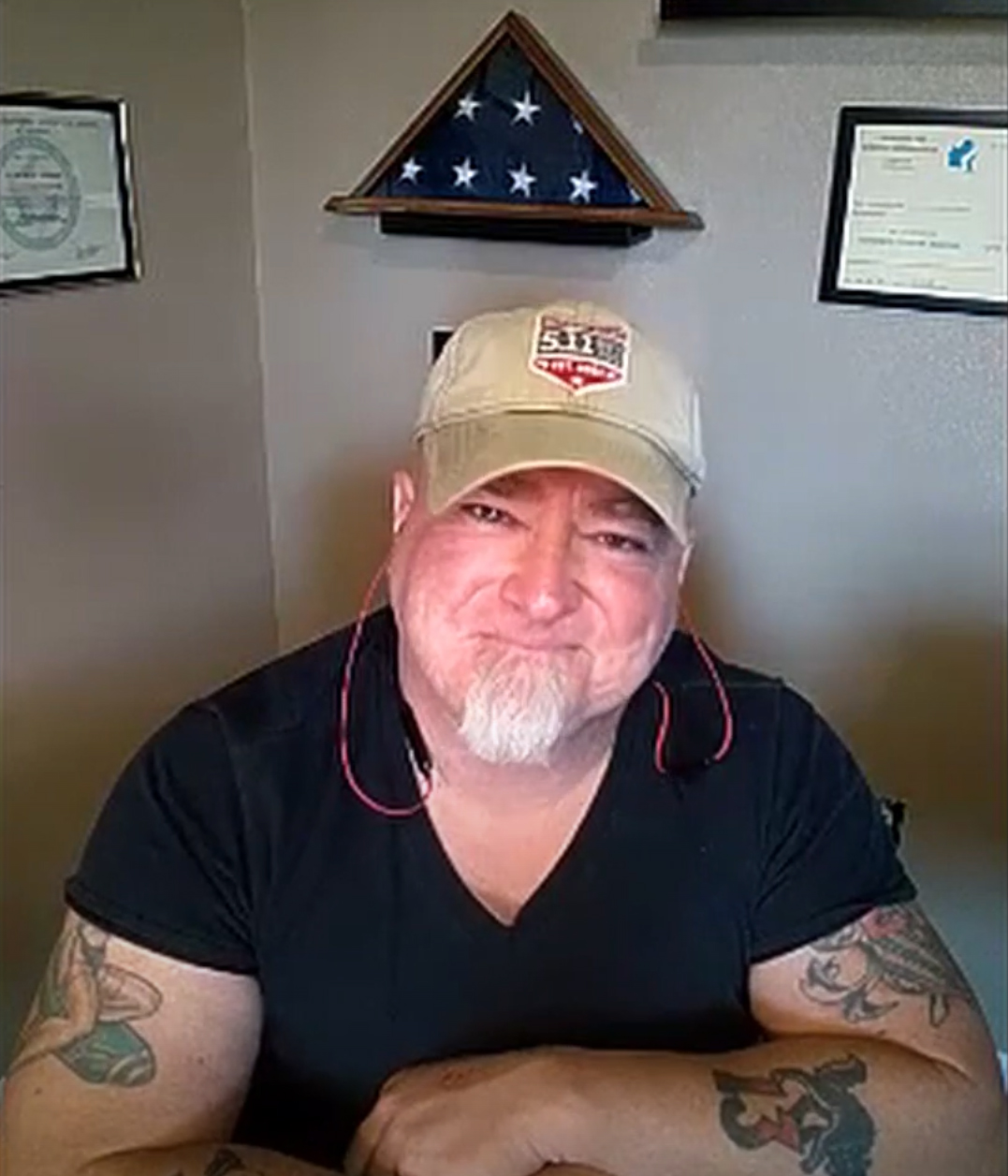
Luis Elizondo (2021)

Luis Daniel „Lue“ Elizondo ist ein US-amerikanischer Geheimdienstoffizier und Autor, der früher für die United States Army Counterintelligence und das Office of the Under Secretary of Defense for Intelligence tätig war. Laut seinen eigenen Aussagen war er ab 2012 Leiter des inzwischen aufgelösten Advanced Aerospace Threat Identification Program (AATIP), einer Abteilung des US-Militärs, welches sich mit UFO-Sichtungen beschäftigte. Seit 2017 behauptet er, dass es eine Regierungsverschwörung gäbe, um Beweise dafür zu unterdrücken, dass UFOs einen außerirdischen Ursprung hätten. Er behauptete auch, dass es eine Geheimgruppe innerhalb der US-Regierung gäbe, die über Technologie und Materialien außerirdischen Ursprungs verfügen würde.

## Biografie

### Frühes Leben und Ausbildung
Elizondo ist der Sohn einer US-amerikanischen Mutter und eines kubanischen Vaters. Sein Vater Luis Elizondo III war ein Gegner von Fidel Castro und meldete sich freiwillig für die Brigade 2506, eine von der CIA unterstützte Gruppe von antikommunistischen kubanischen Exilanten, die 1960 den Versuch unternahm, die Regierung von Castro zu stürzen, was in der gescheiterten Invasion in der Schweinebucht gipfelte. Elizondo wurde in seiner Jugend in der paramilitärischen Gruppe Alpha 66 ausgebildet, die er selbst als „umbenannte Brigade 2506“ bezeichnete. Seine Familie zog 1975 von Texas nach Sarasota in Florida, wo Elizondo an der University of Miami Mikrobiologie und Immunologie studierte.

### Karriere im Militär
Elizondo meldete sich 1995 für das US-Militär und diente in der US-Armee mit Einsätzen in Südkorea, Kuwait und in den Vereinigten Staaten und war anschließend als ziviler Geheimdienstoffizier für militärische Geheimdienstoperationen in Afghanistan und Südamerika verantwortlich und war auch in Guantanamo Bay stationiert. Er war an Terrorbekämpfung und an Einsätzen gegen Al-Qaida, den Islamischen Staat und die Hisbollah beteiligt. Über seine militärische Laufbahn sagte Elizondo, er habe „mit Sachen wie Staatsstreichen, Terrorismus, gewalttätigen Drogenkartellen und all diesen Dingen zu tun gehabt“.
2008 begann Elizondo für das Office of the Under Secretary of Defense for Intelligence (OUSDI) im Pentagon zu arbeiten. Hier übernahm er 2010 die Leitung des Programms AATIP, welches UFO-Sichtungen mit Bezug zum US-Militär untersuchte. Elizondo sagte, dass er die Stelle annahm, um mehr Zeit für seine Familie zu haben. Das Programm entstand auf Initiative von US-Senator Harry M. Reid und dem Unternehmer Robert Bigelow, der einen Großteil der 22 Millionen US-Dollar an Geldern für das Projekt zur Verfügung stellte. AATIP wurde 2012 aufgrund von Sparmaßnahmen eingestellt, soll von Elizondo und anderen Personen allerdings informell weitergeführt worden sein. Durch seine Arbeit wurde er von der Existenz von außerirdischen Aktivitäten auf der Erde überzeugt. Das Pentagon stritt später ab, dass Elizondo in leitender Position an dem AATIP-Programm beteiligt gewesen sei, bzw. äußerte sich widersprüchlich. Senator Harry Reid bestätigte sie jedoch gegenüber der Presse und gab gegenüber NBC News zu Protokoll; „Ich kann mit Fug und Recht behaupten, dass Elizondo an diesem Programm beteiligt war und eine führende Rolle spielte“.
Obwohl seine Arbeitsleistung in internen Evaluationen als „vorbildlich“ bewertet wurde, trat Elizondo im Oktober 2017 zurück und verließ das US-Militär mit dem Rang eines Colonel. Dies erfolgte aus Protest gegen die von ihm wahrgenommene Bedrohung durch unerklärliche Luftphänomenen für die nationale Sicherheit, die laut ihm vom US-Militär ignoriert und vertuscht würden, weshalb er einen Protestbrief an US-Verteidigungsminister James N. Mattis verfasste. Nach seinem Rücktritt behielt Elizondo seine Sicherheitsklassifikation und arbeitet weiter für das US-Militär als Auftragnehmer.

### Aktivitäten nach 2017
Kurz nach seinem Ausscheiden aus dem Militär schloss sich Elizondo der To the Stars Academy of Arts and Sciences (TTSA) an, einer gemeinnützigen Organisation, die von dem Musiker Tom DeLonge mitbegründet wurde und an dem zahlreiche weitere Personen mit Bezug zu US-Militär und Geheimdiensten beteiligt sind. Im Jahr 2017 übergab Elizondo Reportern drei Videos, die von Piloten der Flugzeugträger USS Nimitz und USS Theodore Roosevelt der US Navy aufgenommen worden waren und die dann in der New York Times veröffentlicht wurden. Die Times-Story machte auch die Existenz der AATIP bekannt, wobei Elizondo seine Überzeugung zum Ausdruck brachte, dass die abgebildeten UFOs nicht menschlichen Ursprungs waren. Die Echtheit der Videos wurden 2019 vom US-Militär bestätigt, wobei die Legalität der Weitergabe durch Elizondo angezweifelt wurde.
Der UFO-Leak machte Elizondo öffentlich bekannt und er trat in der Folgezeit in verschiedenen Medien und Podcasts (u. a. bei Joe Rogan) auf. Eine Serie des History Channel mit dem Titel Unidentified: Inside America's UFO Investigation, die von der TTSA produziert wurde, enthielt Auftritte von Elizondo und weiteren Personen, die behaupteten an dem AATIP-Programm beteiligt gewesen zu sein. 2020 verließ Elizondo TTSA, um sich auf Lobbying für die Aufdeckung von Regierungsgeheimnissen mit UFO-Bezug zu konzentrieren. Elizondo äußerte Spekulationen, dass UFOs aus einer anderen Dimension kommen könnten, dass sie „die Raumzeit verzerren“, und dass die US-Regierung im Besitz von „exotischem Material“ wäre, das mit UFOs in Verbindung stehen würden. Das Pentagon stritt mehrfach ab, sich im Besitz von UFOs zu befinden und Elizondos Behauptungen lösten Zweifel bei Skeptikern aus.
Elizondo wurde am 30. Oktober 2021 als Forschungspartner des Galileo-Projekts bekannt gegeben, einem Programm, das von dem Astrophysiker Avi Loeb ins Leben gerufen wurde, um nach außerirdischer Intelligenz oder außerirdischer Technologie auf und nahe der Erde zu suchen und die Art der unidentifizierten Flugobjekte zu identifizieren.
Elizondos Memoiren, Imminent: Inside the Pentagon's Hunt for U.F.O.s, wurde am 20. August 2024 von HarperCollins veröffentlicht und stieg umgehend zu einem Bestseller auf. Elizondos Behauptungen in dem Buch umfassen UFOs, die von einer, wie er es nennt, „nicht-menschlichen Intelligenz“ erschaffen und betrieben werden, eine Verschwörung zur Vertuschung des Wissens der US-Regierung über UFOs und nehmen auch auf den Roswell-Zwischenfall und angebliche Entführungen durch Außerirdische Bezug. Er behaupte in dem Buch auch, an einem Militärprogramm zur Fernwahrnehmung unter dem Parapsychologen Harold E. Puthoff beteiligt gewesen zu sein, der, wie er angibt, „50 Jahre lang als leitender Wissenschaftler der Regierung für Außerirdische gearbeitet hat“. Elizondo behauptet auch, dass sein Haus mehrere Jahre lang von schwebenden, leuchtenden Kugeln „heimgesucht“ wurde, die von seiner Familie und seinen Nachbarn gesehen wurden.

## Bibliografie
- Luis Elizondo: Imminent: Inside the Pentagon's Hunt for UFOs. HarperCollins, 2024, ISBN 978-1-78946-605-8.